# Henrich Focke
Henrich Focke ou Heinrich Focke  (Bremen, 8 de outubro de 1890 — Bremen, 25 de fevereiro de 1979) foi um pioneiro da aviação alemão.
Foi um construtor de aviões e pioneiro dos helicópteros. Fundou em 1924 em Bremen a Focke-Wulf-Flugzeugbau AG e em 1937 a firma Focke, Achgelis & Co GmbH em Hoykenkamp (Ganderkesee).

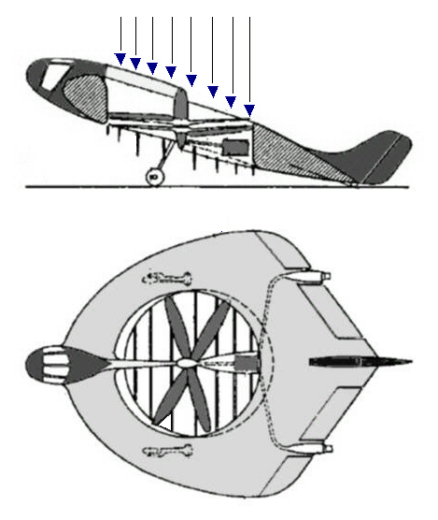
Focke Rochen

Após a Segunda Guerra Mundial, em 1952, trabalhou no Brasil, no CTA, em São José dos Campos, no projeto de um helicóptero, chamado Beija-Flor. Esse foi o primeiro helicóptero projetado e construído no Brasil.

## Vida

### Origem e juventude
Filho do conselheiro do senado Johann Focke (1848–1922) e Louise nascida Stamer. Seu pai foi o fundador do Focke-Museum em Bremen. Sua performance em matemática foi regular, tanto no ensino fundamental como médio: